# Mesterholdenes Europa Cup i håndbold 1962-63 (mænd)
Mesterholdenes Europa Cup i håndbold 1962-63 var den femte udgave af Mesterholdenes Europa Cup i håndbold for mænd. Turneringen havde deltagelse af 22 klubhold, der var blevet nationale mestre sæsonen forinden, og for første gang blev opgørene i kvart- og semifinalerne afviklet over to kampe, hvor holdene mødtes både ude og hjemme.
Turneringen blev vundet af Dukla Praha fra Tjekkoslovakiet, som i finalen i Paris besejrede Dinamo Bucuresti fra Rumænien med 15-13 efter forlænget spilletid. Det var første gang at klubholdet Dukla Praha vandt turneringen, men Prags byhold havde tidligere vundet titlen i sæsonen 1956-57.
Danmarks repræsentant i turneringen var IK Skovbakken fra Århus, som tabte i semifinalen til Dinamo Bucuresti med 22-28 efter to kampe.

## Resultater

### 1/16-finaler
| Dato   | Hjemmehold           | Udehold           | Res.  |
| ------ | -------------------- | ----------------- | ----- |
| 18.11. | THW Kiel             | WKS Slask Wroclav | 19–11 |
| 18.11. | ROC Flemmalois       | HB Dudelange      | 17–11 |
| 10.11. | Atletico Madrid      | Benfica           | 13–6  |
| 4.11.  | IK Skovbakken        | Fram Reykjavik    | 28–27 |
| 18.11. | Operatie 55 Den Haag | Grasshoppers      | 7–12  |
| 18.11. | Spartacus Budapest   | WAT Atzgersdorf   | 25–14 |

### 1/8-finaler
| Dato   | Hjemmehold           | Udehold             | Res.  |
| ------ | -------------------- | ------------------- | ----- |
| 26.11. | Dukla Praha          | THW Kiel            | 18–12 |
| 26.11. | SC DHfK Leipzig      | Burevestnik Tbilisi | 25–17 |
| 26.11. | Frisch Auf Göppingen | ROC Flemmalois      | 40–14 |
| 26.11. | PUC Paris            | Atletico Madrid     | 11–18 |
| 26.11. | Arsenal Helsinki     | IK Heim             | 20–27 |
| 16.12. | IK Fredensborg       | IK Skovbakken       | 9–10  |
| 16.12. | Grasshoppers         | GRK Zagreb          | 15–26 |
| 16.12. | Dinamo Bucuresti     | Spartacus Budapest  | 24–11 |

### Kvartfinaler
| Dato   | Dato   | Hjemmehold i 1. kamp | Udehold i 1. kamp | Resultat | Resultat | Resultat |
| 1.kamp | 2.kamp | Hjemmehold i 1. kamp | Udehold i 1. kamp | Samlet   | 1.kamp   | 2.kamp   |
| ------ | ------ | -------------------- | ----------------- | -------- | -------- | -------- |
| 23.1.  | 28.1.  | SC DHfK Leipzig      | Dukla Praha       | 25–30    | 14-9     | 11-21    |
| 20.1.  | ?      | Frisch Auf Göppingen | Atletico Madrid   | 28–22    | 19-10    | 9-12     |
| ?      | ?      | IK Heim              | IK Skovbakken     | 33–38    | 19-17    | 14-21    |
| ?      | ?      | Dinamo Bucuresti     | GRK Zagreb        | 31–16    | 22-8     | 9-8      |

### Semifinaler
| Dato   | Dato   | Hjemmehold i 1. kamp | Udehold i 1. kamp | Resultat | Resultat | Resultat |
| 1.kamp | 2.kamp | Hjemmehold i 1. kamp | Udehold i 1. kamp | Samlet   | 1.kamp   | 2.kamp   |
| ------ | ------ | -------------------- | ----------------- | -------- | -------- | -------- |
| 3.3.   | 10.3.  | Frisch Auf Göppingen | Dukla Praha       | 21–33    | 7-9      | 14-24    |
| 21.3.  | 28.3.  | IK Skovbakken        | Dinamo Bucuresti  | 22–28    | 12-14    | 10-14    |

### Finale
Finalen blev spillet i Paris, Frankrig.
| Dato | Hjemmehold  | Udehold          | Res.  |
| ---- | ----------- | ---------------- | ----- |
| 6.4. | Dukla Praha | Dinamo Bucuresti | 15–13 |